# Abetarda-comum
Abetarda-eurasiática, abetarda-grande ou abetarda-comum (Otis tarda) é uma ave estepária da ordem otidiformes (tradicionalmente era classificada entre os gruiformes).

## Distribuição geográfica ehabitat
É a mais pesada das aves européias, sendo dificilmente observável quer pela sua timidez quer pelo decréscimo acelerado da sua população. Na Europa a sua presença encontra-se limitada à Rússia e à Península Ibérica, em habitats  relacionados com a prática de agricultura cerealífera extensiva. Em Portugal existem algumas centenas de espécimes, essencialmente no Alentejo.

## Características
- Comprimento: Até 0,90 m
- Peso: Macho, até 16 kg
- Plumagem: Marrom com listras pretas no dorso e peito branco.
- Ovos 2 ou 3 de cada vez
- Período de incubação: 24 dias

## Comportamento

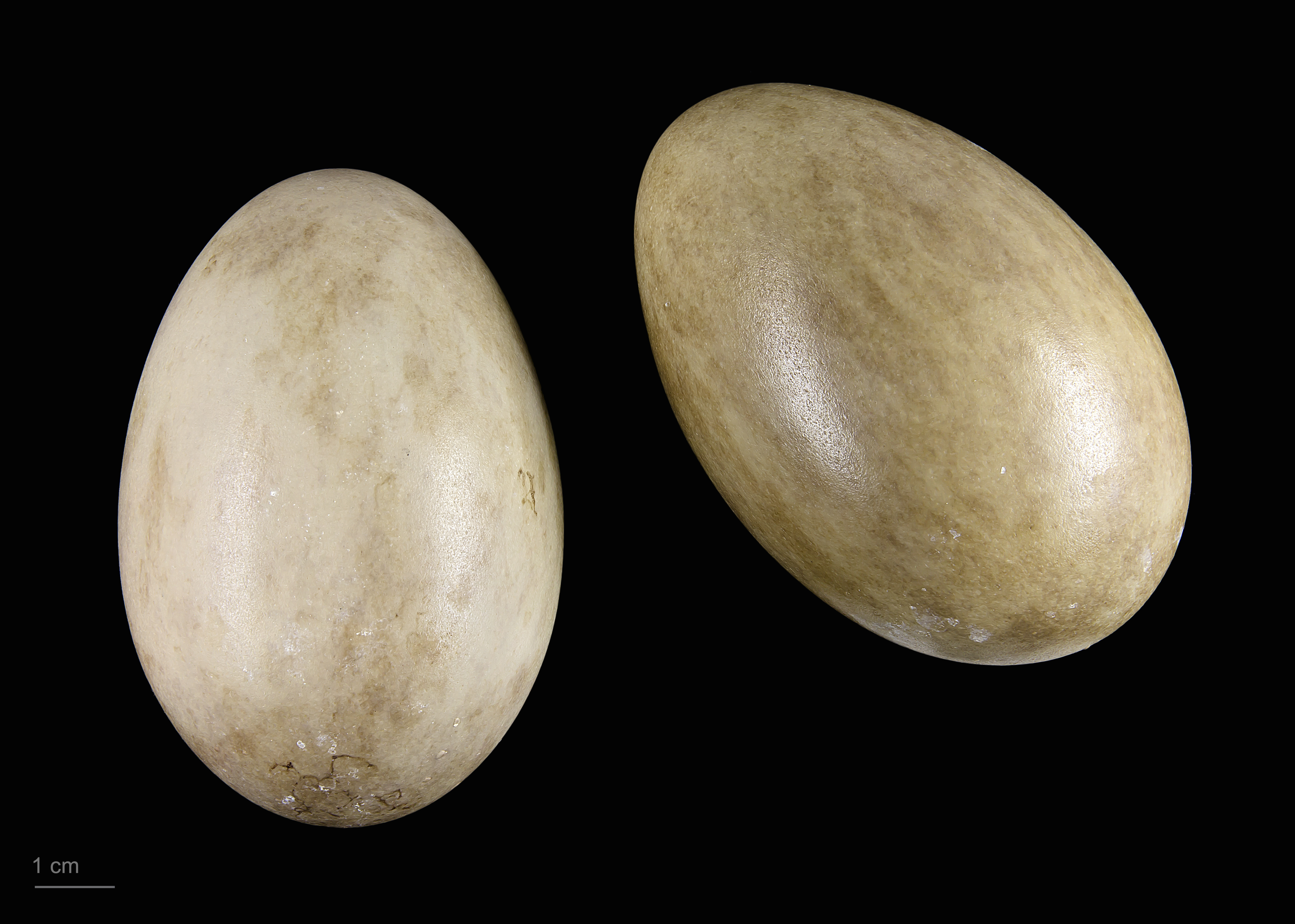
Otis tarda - MHNT

É uma ave grande, mas com um único meio de defesa: a fuga. Por causa disso, ela é extremamente esquiva e assustadiça. A menor mudança no seu ambiente familiar provoca a sua suspeita, e até mesmo uma simples pedra revirada pode torná-la cautelosa. Nunca se arrisca. Quando perturbada tende a correr para se afastar do local rapidamente, se bem que também pode levantar voo. Passa o seu tempo escondida entre as plantações de cereais e nas estepes da Europa oriental, Norte da África e Península Ibérica. No inverno é encontrada também na Austrália, na Índia, no sul e no centro da África. Mas esconder-se, no seu caso, não é fácil, pois é uma das maiores aves.
A abetarda vive em bandos de cerca de 20 indivíduos, alimentando-se de plantas, sementes e insetos. Em fevereiro, começa a estação de acasalamento e o comportamento dessa ave muda muito: os grupos se desfazem e as aves andam sem rumo, até o início da época em que vão para o campo construir ninhos[carece de fontes?]. Estranhamente, quando nascem os filhotes, essa ave cautelosa passa a atrair os intrusos[carece de fontes?] com o objectivo de os afastar das crias.